# Adam Goldberg
Pour les articles homonymes, voir Goldberg.
Adam Goldberg est un acteur, producteur, réalisateur, monteur, scénariste et compositeur américain né le 25 octobre 1970 à Santa Monica (Californie).

## Filmographie

### Acteur

#### Cinéma
- 1992 : Mr. Saturday Night de Billy Crystal : Eugene Gimbel
- 1993 : L'Apprenti fermier (Son in Law) de Steve Rash : L'Indien
- 1993 : Génération rebelle (Dazed and Confused) de Richard Linklater : Mike Newhouse
- 1995 : Fièvre à Columbus University (Higher Learning) de John Singleton : David Isaacs
- 1995 : Before Sunrise de Richard Linklater : l'homme endormi dans le train (non crédité)
- 1995 : The Prophecy de Gregory Widen : Jerry
- 1996 : L'Incroyable Voyage 2 : À San Francisco (Homeward Bound II: Lost in San Francisco) de David Richard Ellis : Pete (voix)
- 1998 : Scotch and Milk de lui-même : Jim
- 1998 : Some Girl de Rory Kelly : Freud
- 1998 : Il faut sauver le soldat Ryan (Saving Private Ryan) de Steven Spielberg : soldat Stanley Mellish
- 1998 : Babe, le cochon dans la ville (Babe: Pig in the City) de George Miller : Flealick (voix)
- 1999 : En direct sur Ed TV (EDtv) de Ron Howard : John
- 2000 : Sunset Strip  d'Adam Collis : Marty Shapiro
- 2001 : Waking Life de Richard Linklater : l'un des quatre hommes (voix)
- 2001 : All Over the Guy de Julie Davis: Brett Miles Sanford
- 2001 : Fast Sofa de Salomé Breziner : Jack Weis
- 2001 : According to Spencer de Shane Edelman : Feldy
- 2001 : Un homme d'exception (A Beautiful Mind) de Ron Howard : Richard Sol
- 2002 : Salton Sea (The Salton Sea) de D. J. Caruso : Kujo
- 2003 : The Hebrew Hammer de Jonathan Kesselman : Mordechai Jefferson Carver
- 2003 : Comment se faire larguer en dix leçons (How to Lose a Guy in 10 Days) de Donald Petrie : Tony
- 2003 : I Love Your Work de lui-même :
- 2005 : Christmas on Mars de Wayne Coyne : le psychiatre de Mars
- 2006 : Agent de stars (Man Town About) de Mike Binder : Phil Balow
- 2006 : Stay Alive de William Brent Bell : Miller Banks
- 2006 : Keeping Up with the Steins de Scott Marshall : Road Rage Driver (non crédité)
- 2006 : Déjà Vu (Deja Vu) de Tony Scott : Denny
- 2007 : Two Days in Paris de Julie Delpy : Jack
- 2007 : Zodiac de David Fincher : Duffy Jennings
- 2008 : Inside (From Within) de Phedon Papamichael : Roy
- 2011 : Un monstre à Paris de Éric Bergeron : Raoul
- 2013 : Lost Angeles de Phedon Papamichael : Deepak
- 2015 : No Way Jose (en) de lui-même : Jose Stern
- 2017 : L.A. Rush (Once Upon a Time in Venice) de Mark et Robb Cullen : Lou le Juif
- 2019 : Running with the Devil de Jason Cabell : The Snitch / le mouchard
- 2024 : The Exorcism de Joshua John Miller et M. A. Fortin : Peter

#### Télévision
- 1991 : Babe Ruth : Vendor
- 1992 : Eek le chat (Eek! The Cat) : (voix)
- 1995 : Double Rush : Leo
- 1996 : Space 2063 : Sgt. Louie Fox
- 1996 : Friends : Eddie Minowick (saison 2, épisodes 17, 18 et 19)
- 1996 : Urgences : Le jeune schizophrène architecte (saison 2, épisode 9)
- 1996 : Relativity : Doug
- 1999 : True Love :
- 2000 : Au-delà du réel : L'aventure continue (The Outer Limits) : Sid Camden (saison 6, épisode 3)
- 2000 : The Street : Evan Mitchell
- 2001 : Will et Grace : Kevin Wolchek (saison 4, épisode 2)
- 2002 : Flashpoint : Silas
- 2004 : Untitled Aisha Tyler Project : Carter Bohlander
- 2004 : Frankenstein : détective Michael Sloane
- 2005 : Earl (My Name is Earl) : Philo (Saison 1, épisode 15)
- 2005 : Joey : Jimmy Costa
- 2007 : Médium : Bruce Rossiter
- 2007 : Entourage : Nick Rubinstein
- 2009 : The Unusuals : Eric Delahoy
- 2011 : FBI : Duo très spécial : Jason Lang
- 2012 : NYC 22 : Ray « Lazarus » Harper
- 2013 : Anna Nicole : Star déchue (Anna Nicole) (Téléfilm) : Howard K. Stern
- 2014 : Fargo : Mr Numbers
- 2018 : Taken Saison 2 : Harden Kilroy
- 2019 : God Friended Me : Simon Hayes (8 épisodes)
- 2021-2025 : The Equalizer : Harry Keshegian

### Producteur
- 2003 : Running with the Bulls (TV)

### Réalisateur
- 1998 : Scotch and Milk
- 2003 : Running with the Bulls (TV)
- 2003 : I Love Your Work
- 2015 : No Way Jose (en)

### Scénariste
- 1998 : Scotch and Milk
- 2003 : I Love Your Work
- 2015 : No Way Jose (en)

### Monteur
- 1998 : Scotch and Milk
- 2003 : Running with the Bulls (TV)
- 2003 : I Love Your Work

### Compositeur
- 2003 : Running with the Bulls (TV)
- 2003 : I Love Your Work